# امیر مبارزالدین
مبارزالدین محمد بن مظفر (۷۱۸–۷۵۹ ه‍.ق/۱۳۱۸–۱۳۵۸ م)، یا امیر محمد مظفر میبدی از سلاطین آل مظفر و بنیان‌گذار این دودمان بود که در فاصلهٔ میان حملهٔ مغول و حملهٔ تیمور، بر بخش‌هایی از ایران امروزی فرمان می‌راند.
امیر مبارزالدین محمد پس از حاکمیت بر میبد، یزد و کرمان بر شیراز تاخت و این شهر را که در آن دوران در دست شاه شیخ ابواسحاق اینجو بود فتح کرد. شاه شیخ ابواسحاق از آنجا گریخت و فارس به دست آل مظفر افتاد. در سال ۷۵۷ هجری، مبارزالدین محمد، اصفهان را نیز گشود و شاه شیخ ابواسحاق را که پس از سقوط شیراز در آن شهر به سر می‌برد، به چنگ آورد و پس از محاکمهٔ شرعی به جرم قتل امیر حاج ضرّاب شیرازی، او را به کسان امیر حاج ضرّاب سپرد تا قصاصش کنند و چنین کردند.
اتفاقی که حافظ را که در آن دوره می‌زیست سخت آزرد، آن چنان‌که سروده است:
| یاد باد آنکه سر کوی تو ام منزل بود |  | دیده را روشنی از خاک درت حاصل بود |

وی بدست فرزندش جلال‌الدین شاه شجاع با میل کور شد و اندکی بعد از دنیا رفت.
حافظ در باب او و قتلش گفته است:
| شاه غازی خسرو گیتی ستان    |  | آنکه از شمشیر او خون می‌چکید |
| سروران را بی گنه می‌کرد حبس |  | گردنان را بی‌خطر سر می‌برید   |
| گه به یک حمله سپاهی می‌شکست |  | گه به هویی قلبگاهی می‌درید   |
| عاقبت شیراز و تبریز و عراق |  | چون مسخر گشت وقتش در رسید   |
| آنکه روشن بد جهان بینش بدو |  | میل در چشم جهان بینش کشید   |

## پیشینهٔ دودمان و اوایل کار
پدر او شرف الدین مظفر حاکم میبد بود . مبارزالدین محمد بن شرف‌الدین مظفر میبدی، در نیمهٔ جمادی‌الثانی ۷۰۰ ه‍.ق/ ۲۵ فوریهٔ ۱۳۰۱ م. در میبد یزد زاده شد. مبارزالدین پس از مرگ مظفر، در سن سیزده سالگی جانشین او گردید. اما در همین هنگام عده ای از مردم، که املاکشان به تصرف مظفر درآمده بود و تا آن زمان قدرت بازپس‌گیری آنان را نداشتند، برای استرداد املاکشان به خواجه رشید الدین فضل‌الله، که با مظفر نیز دشمنی می‌داشت، متوسل شدند و خواجه نیز املاک مظفر را مصادره و دیوانی کرد. آبش خاتون، خواهر بزرگتر مبارزالدین محمد، در ابتدا سعی کرد مقاومت نماید ولی نهایتاً محمد سیزده ساله با خواهر و پسر عمویش، ابوبکر، عازم پایتخت می‌شوند. در میان راه به عده ای از راهزنان برمی‌خورند اما محمدبا کمک خواهر و دیگر زنان کاروان، آن راهزنان را شکست داد و عده ای از آنان را به قتل رسانده و سرهایشان را با خود به دربار اولجایتو می‌برد. محمد به سبب رشادت و دلاوری اش مورد نوازش سلطان قرار گرفت. اولجایتو املاک پدرش را دوباره بازمی‌گرداند و مشاغل یساولی و حکومت میبد و راهداری راه‌های یزد را به او می‌سپارد. محمد چهارسال نزد سلطان به عنوان ملازم می‌ماند. پس از مرگ اولجایتو، او یکسال نیز در دربار جانشینش، ابوسعید بهادرخان، می‌ماند. سپس در سال ۷۰۷ ق به میبد بازمی‌گردد و به حکومت میبد و راهداری راه‌های یزد مشغول می‌شود.
اندکی بعد سید عضدالدین یزدی، رئیس شحنه فارس، سعی کرد از آشفتگی اوضاع کشور، بر اثر مرگ اولجایتو و آغاز سلطنت ابوسعید، استفاده کرده و یزد را متصرف بشود. اما از ورودش به شهر ممانعت به عمل آوردند و وقتی این خبر به سلطان ابوسعید رسید، از سید عضدالدین رنجید و حاکم یزد، اتابک حاجی شاه، و امیر محمد را مأمور کرد تا سید عضدالدین را مجازات کنند. سپاه امیر محمد و سید عضدالدین در صحرای یزد با هم روبرو شدند، اما سید عضدالدین در خود قدرت مقاومت در برابر سپاه امیر محمد را ندید و از میدان جنگ گریخت و به دربار سلطان پناه برد. او کوشش کرد تا امیر محمد را در نزد سلطان مقصر قضیه نشان دهد. اما موفق نشد و خود مقصر شناخته شد. این نخستین پیروزی مهمی بود که آل مظفر به‌دست‌آورد.

## سقوط اتابکان یزد
هنگامی که محمد به حکومت میبد اشتغال داشت، امیر غیاث الدین کیخسرو اینجو برای عقد اتحاد و پیمان دوستی با اتابک حاجی شاه، حاکم وقت یزد، به یزد آمد و سپس برای ملاقات با امیر محمد به میبد رفت. امیر محمد در میبد از او با محبت استقبال کرد و اسب پرآوازه ای را که از او درخواست کرده بود، و برای این به دیدار او شتافته بود، به وی داد.
در زمان اقامت امیر کیخسرو در میبد، حادثه ای رخ داد که باعث ایجاد دشمنی میان اتابکان یزد و آل اینجو شد. اتابک حاجی شاه به نوکر نایب امیر کیخسرو، که پسر زیبایی بود، دلباخته شده بود و در هنگام مستی به نوکرانش دستور داد تا آن غلام را برایش بیاورند. اما این ماجرا به زد و خورد و درگیری انجامید و در طی آن نایب کیخسرو کشته می‌شود. امیر کیخسرو از این ماجرا آگاه شد و قصد انتقام‌گیری از اتابک را کرد و از امیر محمد نیز درخواست همکاری کرد. اما امیر محمد صلاح دید تا ابتدا از ایلخان نظر خواهی کند و در نتیجه ماجرا را به اطلاع سلطان رساند. سلطان پاسخ مثبت داد و به امیر محمد امر کرد تا به همراه امیر کیخسرو اتابک حاجی شاه را مجازات کنند؛ بنابراین جنگی بین دو طرف در بازار یزد انجام می‌شود. در این جنگ اتابک حاجی شاه شکست خورد و همراه با نزدیکانش فرار کرد. با فرار حاجی شاه، دودمان اتابکان یزد نیز در سال ۷۱۸ ق منقرض شد.
در همین سال سلظان ابوسعید، به ترغیب خواجه غیاث الدین محمد پسر خواجه رشیدالدین، حکومت یزد را به امیر محمد مظفر می‌دهد. مورخان این واقعه را نقطه شروع حکومت آل مظفر و حکومت مستقل امیر محمد مظفر می‌دانند.

## حاکم یزد
امیر محمد پس از استقرار در حکومت یزد، به سرکوب راهزنان نکودری همت گماشت. نکودریها به سرداری مردی به نام نوروز پیوسته به یزد و کرمان و روستاهای پیرامون آن می‌تاختند و اموال مردم را به تاراج می‌بردند و راه‌ها را در اختیار می‌گرفتند. امیر محمد در راه مهریجرد بر آنان تاخت و ۱۰۰ تن را کشت و نوروز را به قتل رساند. یکی از بزرگان آنان، به نام گربه، را اسیر نمود و سر نوروز را به گردن او آویخت و او را در قفسی، با سرهای کشته شدگان، به دربار سلطان فرستاد. سلطان ابوسعید در تشکر و ستایش این اقدام امیر محمد، برای او پاداش و خلعت فرستاد. پس از مدتی نکوداریان، به رهبری فردی به نام تومان، به قصد انتقام دوباره به اطراف یزد حمله می‌کنند. امیر محمد باری دیگر مقابل آنان می‌ایستد و آنان را شکست داده تومان را به قتل می‌رساند و سرهای کشته شدگان را به دربار سلطان ابوسعید می‌فرستد.
در ۷۲۹ ق / ۱۳۲۹ م امیر محمد به کرمان رفت و در آنجا قتلغ مخدوم شاه خان، دختر قطب‌الدین شاه قراختایی را به زنی خواست. چون قتلغ مخدوم شاه در این هنگام در شیراز روزگار می‌گذراند، مبارزالدین به آنجا رفت و با وی پیمان زناشویی بست و سپس راهی یزد شد.
او در ۷۳۴ ق / ۱۳۳۳ م همراه فرزند بزرگ خود، شاه مظفر، عازم اردوی سلطان ابوسعید شد. سلطان ابوسعید از آنان استقبال ویژه ای کرد و مقرری سالانه ای، به مقدار صد هزار دینار، برایشان مقرر کرد و به امیر محمد لقب «امیرزاده»، به همراه کلاه و طبل و درفش، بخشید. این احترام ابوسعید و هدایایش به آل مظفر باعث حسادت بسیاری از یزرگان دولت شد. ابوسعید در زمستان همان سال روانهٔ بغداد گشت و امیر محمد نیز به عزم زیارت مرقد علی بن ابی طالب همراه او رفت، و پس از زیارت مرقد آن حضرت در نجف، از سلطان اجازه خواست به یزد برگشت.

## گشودن آذربایجان و راندن مغولان به ماورای اَرَس
پس از گشودن عراق عجم، امیر مبارزالدین محمد در سال ۷۵۸ هجری قمری با سپاهی بزرگ وارد اصفهان شد و در دارالسلطنهٔ آن شهر اقامت گرفت. در آن هنگام جانی بیک، خان قبچاق که برای گرفتن ملک اشرف چوپانی به آذربایجان سپاه کشیده بود، پیکی با سیصد سوار به اصفهان فرستاد و اعلام داشت که ما در تبریز بر تخت ایلخانی نشسته‌ایم و امیر محمد را صلاح آن است که به خدمت آید تا او را به شغل اجدادی‌اش در میبد بازگردانیم وگرنه ما به اصفهان آییم. حضرت مبارزی، هیئت سفارت را به گرمی پذیرفت، اما پاسخ پیغام جانی بیک را چنان‌که از روحیهٔ جلادت و رشادت و خوی تند زودخشمش انتظار می‌رفت، به تندی تمام داد و هیئت سفارت را به آذربایجان بازگرداند. پس از آن همت به نبرد با مغولان نهاد و از سپاه عظیمی که بدین منظور در اصفهان متمرکز کرده بود، دوازده هزار سوار جریده را گزیده کرد و با شتابی شگرف که موجب غافلگیری سپاه مغول شود و سرعت عمل ذاتی مغولان را خنثی کند، به سوی آذربایجان تاخت. در میان راه اصفهان تا تبریز، مردمان و اکابر شهرها به استقبال امیر مبارزالدین می‌آمدند و بر عبور سپاهی ایرانی، شادمانی می‌کردند. سپاه امیر مبارزالدین چون به میانه رسید، با سی هزار سپاهی مغول به فرماندهی اخی جوق، نایب جانی بیک در تبریز مواجه شد. پیروزی در این نبرد، بسیار حساس بود، چون موجب بازگشت اعتماد به نفس ایرانیان پس از شکستهای بسیار از مغولان می‌شد. امیر مبارازالدین، میمنه را به جلال‌الدین شاه شجاع و میسره را به دیگر پسرش شاه محمود سپرد و خود در قلب ایستاد و نوهٔ خردسالش شاه یحیی را در کنار خود داشت. سپس شمشیری را که باور بر آن بود که متعلق به خالد بن ولید، سردار فاتح صدر اسلام است، به دست گرفت، آیات فتح و نصر را از قرآن برخواند و دستور داد که سپاهیانش سه چوبه تیر بزنند و سپس حمله کنند. در مصاف نخست، میسرهٔ سپاه مظفری که در اختیار شاه محمود بود، زیر فشار سنگین میمنهٔ سواره نظام مغولان در هم شکست و مغولان به پس سپاه ایرانیان رسیدند و با مانور دایره ای، قلب را نیز دربرگرفتند و اگر این مانور ادامه می‌یافت، به میمنه می‌رسیدند و ایرانیان به دام می‌افتادند. امیر مبارزالدین برای خنثی کردن مانور مغولان و بیرون شدن از خطر محاصره، قلب سپاه را به حرکت درآورد و با شاه یحیی که هنوز خردسال بود، به قلب و میسرهٔ مغولان هجوم آورد و موجب شد که میمنهٔ مغولان از بقیهٔ سپاه آنان جدا بیفتد. پس سپاه دو نیم شدهٔ مغولان زیر فشار حملات بقایای سپاه مظفری متلاشی شد. شاه محمود که جناح خود را بازیافته بود، همراه با شاه شجاع، سپاه مغول را تعاقب کرند و با گذر از رود ارس صفحات نخجوان و ماورای ارس را از حضور مغولان پاک ساختند. امیر مبارزالدین سپس به تبریز وارد شد و در آن شهر متمکن گشت و در تعقیب بقایای مغولان، سپاه به اطراف فرستاد. نبرد میانه پیروزی نمایان ایرانیان بر مغولان و نقطهٔ قطعی اخراج مغولان از ایران تا هجوم دوبارهٔ آن قوم به رهبری تیمور گورکانی بود.

## بازگشت به اصفهان و فروگرفتن
امیر مبارزالدین محمد هنگام بازگشت از تبریز به اصفهان بنا به خوی تندش، دو پسرش شاه شجاع و شاه محمود را پیش چشم امیران و وزیران، استخفاف می‌کرد و در فتحنامه‌ها تنها از شاه یحیی نام می‌برد و دلیل آن بود که دو شاهزاده جناح خود را در نبرد میانه به درستی فرماندهی نکرده بودند و کیفیت عملیات جنگی آنان در نخجوان نیز برای امیر مبارزالدین محمد، مبهم بود و بر آن بود که این دو به جای پاکسازی کامل ماورای ارس از مغولان، اوقات را در آن سامان به بطالت و شادخواری گذرانده‌اند. کار این بدگمانی و خشم امیر مبارزالدین چنان بالا گرفت که در میان راه اصفهان در هنگامه‌های خشم، به کنایه و بدون نام بردن، جمعی را به گرفتن و جمعی را به کور ساختن و جمعی را به کشتن، بیم می‌داد. چون سپاه به اصفهان رسید، شاه شجاع و شاه محمود، این کنایات را با شاه سلطان که خواهرزادهٔ امیر مبارزالدین و نایب‌السّلطنه در اصفهان بود، بازگفتند و نتیجه گرفتند که مقتول، شاه سلطان خواهد بود که متهم به هفتصد تومان (هفت میلیون دینار طلا) اختلاس از مالیات اصفهان است و مکحول (نابینا) هم شاه شجاع و شاه محمود خواهند بود. پس این سه، پیوسته در بیم بودند و خود را کنار از امور نگاه می‌داشتند تا آنکه نیمه‌شب پنجشنبه شانزدهم رمضان ۷۵۹ هجری قمری در اصفهان، شاه سلطان به در خانهٔ شاه شجاع آمد و او را به بیرون خواست و گفت من هم اینک می‌گریزم و اگر کاری باید کرد اکنون است. شاه شجاع علّت را پرسید و شاه سلطان گفت که اندکی خبر بیرون افتاده و به تحقیق، درست شده که امیر مبارزالدین، تدارک فروگرفتن ما کرده و آفتاب که بدمد، من مقتول خواهم بود و شما مکحول. شاه شجاع با سرعت و در سکوت، خواص سرهنگان و سربازان خود را مسلح ساخت و برای شاه محمود نیز پیغام فرستاد که بیاید و موعد را تاریک روشن سحرگاه بر در دارالسلطنهٔ اصفهان نهادند. چون به دارالسطنه رسیدند، خبری از شاه محمود نشد و بیم آن بود که حرکت‌شان فاش شود. پس شاه سلطان به در خانهٔ شاه محمود رفت. شاه محمود در گرمابه بود. او را به بیرون خواست و به اتفاق به دارالسلطنه رفتند و اطراف را فروگرفتند و کسی را اجازهٔ آمدن و شدن ندادند. پس شاه شجاع و شاه سلطان، شاه محمود را که کوچکتر بود، در دهلیز نشاندند تا به او آسیبی نرسد و خود به درون رفتند و بر درِ تالاری که امیر مبارزالدین در آن ساکن بود، ایستادند. امیر مسافر ابوداجی را با پنج شش سرهنگ به درون فرستادند. امیر مبارزالدین مطابق رسم سحرگاهی‌اش، قرآن می‌خواند. پرسید که چیست؟ امیر مسافر گفت اخراجات شاه شجاع و شاه محمود، کفاف مخارج‌شان را نمی‌دهد و خواهش افزایش اخراجات دارند. امیر مبارزالدین دانست که واقعه ای در راه است، خواست شمشیرش را بردارد اما دستش نرسید. امیر مسافر بر او افتاد، امیر مبارزالدین که بسیار درشت‌پیکر و زورمند بود، به ضربات مشت، امیر مسافر را تباه کرد. دیگر سرهنگان بر او افتادند و امیر مبارزالدین را درحالی‌که سَقَط (دشنام) بسیار می‌گفت، دست و پا بستند و در حجره‌ای افکندند و پاسبانان بر آن گماشتند. پس شاه شجاع که پسر بزرگ‌تر امیرمبارزالدین بود و از مادر، وارث سلاطین قراختایی بود، بر اسب نشست و به رسم سلطنت بر سرش چتر گرفتند و شاه سلطان و شاه محمود در خدمتش ایستادند و این آغاز سلطنت شاه شجاع در رمضان ۷۵۹ هجری قمری بود. همان شب درحالی که سربازان خاصّهٔ شاه شجاع، دو رویه از اصفهان تا دژ طبره به صف ایستاده بودند، امیر مبارزالدین را بدان قلعه بردند و بر چشمش میل کشیدند و این خاتمهٔ سلطنت امیر مبارزالدین محمد بود.

## درگذشت
پس از نابینا شدن امیر مبارزالدین، او مدتی در قلعهٔ طبرک اصفهان و دژ سپید فارس، به زندان بود تا آنکه شاه شجاع او را به شیراز آورد و در دارالسلطنه اقامت داد و قرار بر آن شد که شاه شجاع به نیابت پدر پادشاهی کند، اما پس از چندی فاش شد که امیر مبارزالدین، بینایی را بازیافته و در تدارک فروگرفتن شاه شجاع و کشتن اوست. پس شاه شجاع باری دیگر، امیر مبارزالدین را محبوس ساخت تا آنکه در سال ۷۶۵ در قلعهٔ بم به بیماری، وفات یافت.

## کارنامه
امیر مبارزالدین محمد بن مظفر در صفحات تاریخ به سخت دلی و تعصب در شرع شهرت دارد و اغلب قضاوتها دربارهٔ او زیر سایه همین دو صفت است درحالی که داوری دربارهٔ او از یک سو باید در ظرف زمانی و مکانی خود او صورت گیرد و از سوی دیگر بدون اسارت در یکسونگری و محدودبینی، باید به نقش بسیار عظیم سلاطین آل مظفر و شخص امیر مبارزالدین در تاریخ ایران، خاورمیانه و جهان اسلام توجه کرد که موجب شده وجوه اهمیت این خاندان، فراتر از حکومتی زودگذر در عصر فترت میان چنگیز و تیمور باشد.
سیطره حافظ بر ذهنیت فضلای ایرانی و داوری ناموافق وی دربارهٔ امیر مبارزالدین، هسته مرکزی اغلب داوری‌ها دربارهٔ اوست. عبید زاکانی نیز حکومت داری امیر را در منظومه موش و گربه به نقد کشیده است. گذشته از نقدهای وارد بر حکومت داری امیر مبارزالدین، نباید از خاطر برد که این دو شاعر، اعضای حلقه ادبی امرای اینجو و طبیعتاً دشمنان امیر مبارزالدین بودند و حافظ سپس نیز به حلقه ادبی شاه شجاع پیوست که با فروگرفتن و کور ساختن امیر مبارزالدین به پادشاهی رسید. با لحاظ کردن این ملاحظات و نگاهی دوباره به داوریهای شاعران آن عصر درمی یابیم که شاعرانی با همان اعتبار از قبیل عماد فقیه کرمانی، ستایندگان سیاست امیر مبارزالدین بودند و آنچه را امروزه به تقلید و بی مطالعه، نقاط ضعف سیاست امیر انگاشته می‌شود، محاسن او می‌دانستند از قبیل اصرار بر دینداری در برابر انحطاط اخلاقی عصر هرج و مرج مغول، و سخت دلی در سرکوب رنود و اشرار و دسته‌های بی فرمانده و غارتگر که کوی و برزن و شهر و روستا و صحرا را پس از مرگ ابوسعید ایلخان، قبضه کرده بودند.
حقیقت آن است که در بررسی کارنامه امیر مبارزالدین، نگاه از دریچه ابیات شاعران و ذکر اینکه برخی شاعران، وی را به اعتراض، محتسب می‌خواندند، ساده‌سازی تاریخ و عبور از یک کوچه و ندیدن دیگر کوچه‌ها از فراز بام است. ظهور امیر مبارزالدین حتی در همان عصر نیز از اعاظم حوادث تاریخ اسلام و ایران انگاشته می‌شد و دانایان از جمله میر سید شریف جرجانی، وی را مصداق صادق «مجدد رأس مائه» (منجی اسلام در رأس هر قرن) (حماسه کویر، باستانی پاریزی، ص۴۱۱)و امید اخراج مغولان از ایران و جهان اسلام می‌دانستند. او در رأس قرن هشتم هجری متولد شد و درست در سال ۷۵۶ هجری در اصفهان با سفیر خلیفه در تبعید عباسی که از بیم مغولان به مصر پناهیده بود، بیعت کرد (مجمع الانساب شبانکاره‌ای، ص ۳۱۶)و این، دقیقاً صدمین سال سقوط بغداد و زوال خلافت عباسی به دست مغولان بود. این واقعه در دورانی که مشروعیت حکومت ناشی از برخورداری از خون چنگیز یا تنفیذ از سوی خاندان چنگیز دانسته می‌شد، ملاکی دیگرگون را برای مشروعیت حکومت معرفی کرد و دیگر سلاطین این خاندان نیز بر این تغییر مبنای مشروعیت، پایدار ماندند، چنان‌که شاه شجاع نیز با خلیفه عباسی بیعت کرد و سلطان زین العابدین (حبیب السیر، ج۳، ص ۳۱۹)و شاه منصور (ظفرنامه تیموری، ص۴۳۴٬۴۳۵) نیز پیشنهاد تیمور برای تنفیذ حکومت از سوی او را نپذیرفتند. نیز هنگامی که جانی بیک، نواده چنگیز و پادشاه قبچاق که به آذربایجان تاخته بود و نامه فرستاد که به درگاه ما بیا تا حکومتت را تنفیذ کنیم، امیر مبارزالدین بدون بیم از شهرت شکست ناپذیری مغولان، دستور بسیج سپاه در اصفهان داد و با دوازده هزار سوار گزیده به آذربایجان تاخت و سپاه مغول را به نخجوان انداخت.
امیر مبارزالدین، نه تنها به قول حافظ، گیتی ستانی بزرگ، بلکه همچنین جهانداری بی بدیل بود. پس از ویرانیهای عصر مغول، قناتها و کاریزهایی که وی و جانشینانش جاری ساختند و بازارها و دارالشفاها و مدارس و مساجد و دیگر بناهای عام‌المنفعه که ساختند، رونقی شگرف را به قلمروشان بازآورد. تعداد و تراکم بناهای ساخته شده در عصر آنان و شیوه خاص و بدیع این بناها، سبکی تازه را در معماری به ویژه هنر کاشی پدیدآورد که به مکتب آل مظفر مشهور است و با تغییراتی در عصر تیموری به معماری صفوی منجر شد. هر چند که علوم تجربی در این عصر به تبع رکود عمومی این علوم در عصر سلاجقه به بعد، رشدی نداشت، اما علوم انسانی، ادبیات و هنر به ویژه شعر، خوشنویسی و نگارگری به رشدی چشمگیر و متمایز رسیدند.
در گزارشهای تاریخی مربوط به امیر مبارزالدین محمد، نشانه‌های روان شناختی «تغییرات ادواری خُلق»، به روشنی قابل مشاهده است. وی در برخورد با جرائم که در عصر او رواج فراوان هم داشت، بسیار زودخشم و ناخویشتن دار بود و در کیفر دادن مجرمان، بی اغماض بود و در هنگام حمله‌های خشم، بسیار سَقَط (دشنام) می‌گفت، امّا به‌طور معمول، بسیار مؤدب و آداب دان و دارای روحیه و ذوقی آشنا -و حتی مسلّط -به ادب و هنر بود و علما و سادات و فقرا و ضعفا را حرمت می‌نهاد و به لحاظ مالی، حمایت می‌کرد و این سیره، میراثی از او بود که تا انقراض سلطنت آل مظفر، در همهٔ افراد این دودمان، وجود داشت. نقل است که چون شاه شیخ ابواسحاق اینجو در واقعهٔ سقوط شیراز به شتاب از شهر خارج شد، پسر ده ساله‌اش علی سهل را جاگذاشت. چون آن کودک را نزد امیر مبارزالدین بردند، نخست چیزی که بدو گفت آن بود که شنیده‌ام خطی خوش داری، شعری برایم بنویس که یادگار نگاه دارم. در نبرد منجر به فتح شیراز نیز چون شاه شیخ ابواسحاق اینجو، قاضی عضد را میانجی فرستاد، امیر مبارزالدین مقدم او را سخت گرامی داشت و تعظیم بسیار نمود و پنجاه هزار دینار به او و ده هزار دینار به ملازمانش عطا کرد که رقمی بس گزاف بود و از قاضی درخواست که در همین میانهٔ نبرد، کتب علمی را به فرزندش شاه شجاع بیاموزد. این توجه به اصحاب علم و مشایخ و سادات و ضعفا و فقرا در آن روزگار پریشانی، چندان رواج صادقانه در دودمان آل مظفر داشت که این سلاطین تا آخرین نفر، این عده را سپاه معنوی و باطنی خود می‌انگاشتند و حمایت از آنان را بر خویش واجب می‌دانستند
در حقیقت ظهور امیر مبارزالدین، تحقق رؤیای ایرانیان و مسلمانان برای اخراج مغولان بود و عزل او و تجزیه قدرت آل مظفر و تحلیل رفتن قدرتشان در نزاعهای داخلی، بر آب شدن این رؤیا و بازگشت مغولان به ایران بود.